# Coryanthes picturata
Coryanthes picturata är en orkidéart som beskrevs av Heinrich Gustav Reichenbach. Coryanthes picturata ingår i släktet Coryanthes, och familjen orkidéer. Inga underarter finns listade i Catalogue of Life.